# Pădureni (Șendriceni), Botoșani
Pădureni este un sat în comuna Șendriceni din județul Botoșani, Moldova, România. Se află în județul Botoșani, regiunea istorică Moldova, România. Localitatea este caracterizată de peisaje pitorești, fiind înconjurată de păduri și terenuri agricole, fapt care i-a influențat și denumirea. Satul păstrează elemente autentice ale tradiției și culturii moldovenești, reprezentând un exemplu de comunitate rurală tradițională.
Satul Pădureni este situat la aproximativ 5 km de reședința de comună, Șendriceni, și la 15 km de municipiul Dorohoi. Amplasarea sa într-o zonă deluroasă cu numeroase păduri și pajiști îl face un loc ideal pentru agricultură și creșterea animalelor, activități predominante ale locuitorilor.
Satul Pădureni din comuna Șendriceni, județul Botoșani, are o istorie strâns legată de evoluția regiunii Moldova, fiind o parte a peisajului rural moldovenesc încă din perioadele timpurii ale organizării teritoriale. Deși nu există dovezi scrise despre existența sa în Evul Mediu, este probabil ca zona să fi fost locuită datorită condițiilor geografice favorabile, precum pădurile dese care ofereau protecție și resurse naturale.

#### Atestarea documentară
Prima atestare documentară a satului Pădureni datează din secolul al XIX-lea, când apare menționat în registrele administrative ale județului Botoșani. În acea perioadă, satul făcea parte din moșiile unor familii boierești din zonă, care dețineau întinse terenuri agricole și păduri. Sistemul feudal moldovenesc a influențat puternic viața locuitorilor, majoritatea fiind țărani clăcași, dependenți de marile proprietăți funciare.

#### Secolul al XIX-lea și reformele agrare
În a doua jumătate a secolului al XIX-lea, satul a fost afectat de reformele agrare implementate în Principatele Române. Reforma agrară din 1864, realizată sub domnia lui Alexandru Ioan Cuza, a permis eliberarea țăranilor de obligațiile feudale și le-a oferit acces la mici loturi de teren. Această schimbare a marcat începutul unei transformări sociale importante pentru locuitorii din Pădureni, care au început să devină proprietari ai pământului pe care îl cultivau.

#### Primul Război Mondial și perioada interbelică
Primul Război Mondial a avut un impact semnificativ asupra satului, numeroși locuitori fiind mobilizați pe front. După război, România a trecut printr-un nou val de reforme agrare, în 1921, ceea ce a consolidat statutul țăranilor ca mici proprietari. În perioada interbelică, satul Pădureni s-a dezvoltat ca o comunitate rurală compactă, cu o economie bazată pe agricultură și creșterea animalelor.

#### Al Doilea Război Mondial
În timpul celui de-al Doilea Război Mondial, locuitorii satului au fost din nou afectați de mobilizările pe front și de dificultățile economice. După război, regimul comunist instalat în România a adus schimbări drastice în structura socială și economică a satului. Colectivizarea forțată a agriculturii, începută în anii 1950, a transformat micii proprietari în membri ai cooperativelor agricole. Această perioadă a fost marcată de rezistență și dificultăți, dar și de modernizarea parțială a infrastructurii locale.

#### Perioada postcomunistă
După căderea regimului comunist în 1989, locuitorii din Pădureni au început să recupereze terenurile confiscate în timpul colectivizării. Economia locală s-a orientat din nou către agricultura de subzistență și micile afaceri de familie. Deși depopularea rurală a devenit o problemă în multe sate din România, Pădureni a reușit să își păstreze o parte din populație, grație atașamentului față de pământ și tradiții.
Patrimoniu cultural și istoric
Satul Pădureni păstrează elemente tradiționale moldovenești, inclusiv case vechi construite din lemn, metode tradiționale de prelucrare a pământului și obiceiuri legate de sărbători și evenimente religioase. Deși documentele istorice sunt rare, localitatea reprezintă o parte autentică a moștenirii rurale moldovenești, cu o istorie marcată de adaptarea la schimbările sociale și politice.

### Istoria școlii din Pădureni
Educația a jucat un rol important în dezvoltarea satului Pădureni. Prima școală din sat a fost înființată la sfârșitul secolului al XIX-lea, odată cu implementarea legii învățământului obligatoriu din 1864, introdusă de Alexandru Ioan Cuza. La început, școala era organizată într-o clădire modestă din lemn, care servea drept centru educațional pentru copiii din sat și din împrejurimi.
În perioada interbelică, școala a fost extinsă și s-a îmbunătățit infrastructura, datorită implicării autorităților locale și a sprijinului comunității. Aici, învățătorii locali au avut un rol esențial în alfabetizarea generațiilor și în promovarea valorilor culturale tradiționale.
După al Doilea Război Mondial, regimul comunist a investit în modernizarea școlii, construindu-se o clădire nouă și introducând învățământul obligatoriu de opt clase. Chiar dacă, în prezent, populația școlară este mai redusă din cauza migrației tinerilor către orașe, școala rămâne un simbol al educației și continuității în sat.

#### Istoria locuitorilor
Locuitorii din Pădureni au fost, în cea mai mare parte, agricultori și crescători de animale, adaptându-se de-a lungul istoriei la schimbările economice și sociale. În perioada medievală, oamenii depindeau de boierii locali, fiind clăcași pe moșiile acestora. După reforma agrară din 1864, mulți țărani au devenit proprietari ai pământului pe care îl lucrau, ceea ce a dus la o mai mare independență economică și socială.
În perioada interbelică, satul a cunoscut o perioadă de stabilitate, locuitorii reușind să-și dezvolte gospodăriile și să participe la târgurile organizate în localitățile apropiate. Totuși, migrarea spre orașe a început să ia amploare în perioada postbelică, când industrializarea României a atras mulți locuitori din Pădureni către muncile urbane.
După 1989, locuitorii au început să se întoarcă la practicile agricole tradiționale, reînnodând legătura cu pământul și păstrând obiceiurile rurale. Astăzi, satul găzduiește o populație mai înaintată în vârstă, dar caracterizată de ospitalitate și respect față de tradiții.

#### Istoria bisericii din Pădureni
Biserica din satul Pădureni reprezintă centrul spiritual al comunității și un important reper istoric. Construită la sfârșitul secolului al XIX-lea, lăcașul de cult este dedicat hramului „Sfântul Nicolae” și a fost ridicat cu sprijinul locuitorilor, sub îndrumarea preotului paroh din acea vreme.
Arhitectura bisericii este specifică stilului moldovenesc rural, cu influențe tradiționale. Construită inițial din lemn, biserica a fost renovată și extinsă în anii 1920, când s-au adăugat elemente decorative din piatră și icoane pictate de artiști locali.
În timpul regimului comunist, biserica a fost un refugiu spiritual pentru locuitori, mai ales în perioada restricțiilor religioase. Preoții care au slujit aici au jucat un rol esențial în păstrarea tradițiilor și unității comunității. După 1990, biserica a fost restaurată.
Conform ultimului recensământ, satul Pădureni are o populație de aproximativ 400 de locuitori. Majoritatea acestora sunt de etnie română și practică religia ortodoxă. Comunitatea este strâns unită, cu un puternic accent pe valorile tradiționale și pe viața spirituală.
Economia locală se bazează în principal pe agricultură, creșterea animalelor și exploatarea resurselor naturale din pădurile din apropiere. În ultimii ani, au fost implementate mici proiecte de dezvoltare locală pentru modernizarea infrastructurii și sprijinirea agriculturii.
În sat funcționează o școală primară, care servește drept centru educațional pentru copiii din localitate. De asemenea, biserica ortodoxă din sat, construită în stil tradițional moldovenesc, reprezintă un punct de reper cultural și spiritual pentru locuitori.
Satul Pădureni atrage vizitatori datorită peisajului său natural și liniștii specifice zonelor rurale. Pădurile din apropiere oferă oportunități pentru drumeții și alte activități recreative. În fiecare an, se organizează hramul bisericii, un eveniment important care reunește membrii comunității și vizitatori din împrejurimi.
Pădureni, parte a comunei Șendriceni, este un sat reprezentativ pentru județul Botoșani, cu o moștenire culturală și naturală bogată. Localitatea continuă să-și păstreze autenticitatea, oferind o privire asupra tradițiilor și valorilor rurale moldovenești.
Din Pădureni(Șendriceni) provin personalități istorice cunoscute cum ar fi Victor Isăceanu.
 Acest articol despre o localitate din județul Botoșani este deocamdată un ciot. Puteți ajuta Wikipedia prin completarea lui.